# 고신 지방
고신 지방(일본어: 甲信地方, こうしんちほう)은 혼슈 중부의 내륙 지역의 야마나시현과 나가노현의 총칭이다. 각각 지방의 옛 이름인 가이국(甲斐)과 시나노국(信濃)에서 한 글자씩을 딴 이름이다.
일기예보 등에서는 간토 지방과 묶어 간토고신 지방, 혹은 도카이 지방과 묶어 도카이고신 지방이라고 하는 경우가 많다.

## 같이 보기
- 도카이도, 나카센도
- 동해 쪽: 신에쓰 지방, 조신에쓰 지방, 고신에쓰 지방
- 태평양 측: 미나미칸토, 도카이 지방
- 주오 고지
- 주부 지방